# 91 Aegina
A 91 Aegina a Naprendszer kisbolygóövében található aszteroida. Édouard Jean-Marie Stephan fedezte fel 1866. november 4-én.